# لو واتسون
لو واتسون (بالإنجليزية: Lou Watson)‏ هو مدرب كرة سلة أمريكي، ولد في 31 أغسطس 1924، وتوفي في 24 مايو 2012.

## روابط خارجية
- لو واتسون على موقع سبورتس رفرنس (الإنجليزية)
- لو واتسون على موقع كلية كرة السلة في سبورتس رفرنس.كوم (الإنجليزية)
- لو واتسون على موقع ريلجم (الإنجليزية)
- لو واتسون على موقع كلية كرة السلة في سبورتس رفرنس.كوم (الإنجليزية)